# Бузаево (Татарстан)
 Бузаево  (тат. Бузай) — село в Зеленодольском районе Татарстана. Входит в состав Утяшкинского сельского поселения.

## География
Находится в 2 км от реки Свияга, 42 км к югу от города Зеленодольска.

## История
Известно с периода Казанского ханства как татарско-чувашская деревня. В XVIII – первой половине XIX века жители относились к сословию государственных крестьян (из бывших ясачных татар), около 10% значились крещёными; также в конце XVIII века среди жителей числились помещичьи крестьяне. Основные занятия жителей в этот период – земледелие и разведение скота.
В «Списке населенных мест по сведениям 1859 года», изданном в 1866 году, населённый пункт упомянут как казённая деревня Бузаево 1-го стана Свияжского уезда Казанской губернии. Располагалась при речке Бузаевке, по дороге из села Кильдеева в деревню Утяжки, в 30 верстах от уездного города Свияжска и в 15 верстах от становой квартиры в казённом селе Кильдеево (Троицкое). В деревне, в 45 дворах проживали 265 человек (119 мужчин и 146 женщин), была мечеть.
В 1882 году была построена новая мечеть (закрыта в 1939 г., использовалась как клуб).
В начале XX века здесь также действовали мектеб, крупообдирка и 3 мелочные лавки. В этот период земельный надел сельской общины составлял 433 десятины.
До 1920 года село входило в Азелеевскую волость Свияжского уезда Казанской губернии. С 1920 года в составе Свияжского кантона ТАССР. С 14 февраля 1927 года в Нурлат-Ачасырском, с 1 августа 1927 года в Нурлатском, с 1 февраля 1963 года в Зеленодольском районах.
В 1931 году в селе был организован колхоз, с 1994 года село в составе товарищества крестьянских хозяйств «Озерное».

## Население
| 1782 | 1859 | 1897 | 1908 | 1920 | 1926 | 1938 | 1949 | 1958 | 1970 | 1979 | 1989 | 2002 | 2010 | 2017 |
| ---- | ---- | ---- | ---- | ---- | ---- | ---- | ---- | ---- | ---- | ---- | ---- | ---- | ---- | ---- |
| 64   | 265  | 440  | 858  | 488  | 428  | 467  | 375  | 232  | 198  | 164  | 110  | 95   | 74   | 65   |

Национальный состав села — татары (88%).

## Экономика
С 2003 года село в составе подразделения акционерного общества «Красный Восток Агро» (полеводство, молочное скотоводство).

## Религия
Действует мечеть им. Магъди (была построена в 2005 г.).